# San Lorenzo (Paraguay)
Die Universitätsstadt San Lorenzo ist Sitz der größten Universität Paraguays, der Universidad Nacional de Asunción (UNA). Der Distrikt liegt im Departamento Central in Paraguay, etwa 13 Kilometer östlich der Hauptstadt Asunción. San Lorenzo hat 287.977 Einwohner (Zensus 2002) und gehört damit zu den größten Städten Paraguays.

## Geschichte
San Lorenzo wurde 1775 von dem spanischen Gouverneur Augustin Fernando de Pinedo gegründet. In den 1970er-Jahren wurden die meisten Fakultäten der Universidad Nacional de Asunción nach San Lorenzo auf einen neuen Campus verlegt.
Die Stadt ist seit dem Jahr 2000 Sitz des Bistums San Lorenzo.

## Verkehr
San Lorenzo ist ein Knotenpunkt der Verkehrsachsen Paraguays, da von dort die Ruta 1 nach Encarnación und die Ruta 2 nach Coronel Oviedo bzw. Ciudad del Este führen.

## Städtepartnerschaften
- Taketa, Japan (seit 1973)

## Weblinks

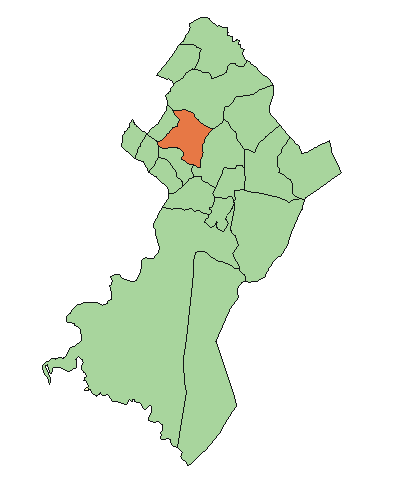

## Persönlichkeiten
- Claudio Delgado (* 1984), Fußballspieler
- Antonio Sanabria (* 1996), Fußballspieler